# Christian Simony
Christian Simony (* 16. August 1881 in Bredholt, Sahl Sogn; † 14. Mai 1961 in Holte) war ein dänischer Kaufmann, Beamter und kommissarischer Inspektor in Grönland.

## Leben
Christian Simony war der Sohn des Proprietärs Julius Simony und seiner Frau Laura Vilhelmine Jespersen und wurde in einem Weiler südlich von Bjerringbro geboren. Sein Großvater war der Politiker Carl Frederik Simony (1806–1872). Er führte in Stubbekøbing eine Handelslehre durch.
Anschließend wurde er bei Den Kongelige Grønlandske Handel angestellt. Bereits sein Onkel Johan Christian Simony (1845–?) war von 1882 bis 1888 in Handelsdiensten in Grönland tätig gewesen. 1904 wurde er Volontär in Sisimiut. 1906 wechselte er nach Maniitsoq. Am 24. Juni 1908 heiratete er dort Carla Østerberg Bistrup (1887–?), Tochter des Kolonialverwalters Laurits Hans Christian Bistrup (1850–1914) und seiner Frau Anna Vilhelmine Østerberg (1848–?). Auch ihr Großvater Henning Bistrup (1798–1877) war bereits Kolonialverwalter in Grönland gewesen. Aus der Ehe ging unter anderem der Sohn Carl Frederik Bistrup Simony (1909–1983) hervor, der später Landsfoged von Grönland war. Nach einem Jahr Heimaturlaub wurde er 1911 zum Handelsassistenten befördert und in Qaqortoq angestellt. 1913 wechselte er nach Nanortalik und 1916 nach Nuuk. 1916 wurde er zum kommissarischen Kolonialverwalter in Paamiut ernannt.
1917 kehrte er mit Urlaub nach Dänemark zurück. Dort wurde er 1918 zum Bevollmächtigten bei Grønlands Styrelse ernannt. In dieser Position war er von 1920 bis 1921 Sekretär der Grønlandskommission. Ab 1921 war er wieder in Grönland tätig, wo er 1923 zum Kolonialverwalter in Nuuk ernannt wurde. 1924 war er als Nachfolger von Carl Frederik Harries kurzzeitig kommissarisch Inspektor von Südgrönland. Christian Simony war bei der grönländischen Bevölkerung überaus beliebt, da er ihnen Verantwortung und Einkommensanteile zukommen ließ und die Lebensbedingungen verbesserte. Am 8. August 1928 wurde er zum Ritter des Dannebrogordens ernannt.
1933 verließ er Grönland. Anschließend arbeitete er wieder bei Grønlands Styrelse. Er starb 1961 im Alter von 79 Jahren in der Kopenhagener Vorstadt Holte.